# آنجلیک کربر
آنژلیک کربر (آلمانی: Angelique Kerber؛ زادهٔ ۱۸ ژانویهٔ ۱۹۸۸) تنیس‌باز اهل آلمان است.
وی در حال حاضر رده نخست جدول انجمن تنیس زنان (WTA) را در اختیار دارد. او از سال ۲۰۰۳ وارد دنیای حرفه‌ای تنیس شد و با رسیدن به نیمه نهایی (اوپن آمریکا) در سال ۲۰۱۱، به شهرت رسید. کربر در دسامبر ۲۰۱۶ مسن‌ترین تنیسوری بود که تا آن زمان به رده اول جدول راه یافته بود. کربر در المپیک تابستانی ۲۰۱۶ برزیل به عنوان نماینده آلمان در بازیها شرکت کرد و مدال نقره المپیک را به خانه برد.
کربر به عنوان ورزشکار سال آلمان در سال ۲۰۱۶ میلادی برگزیده شد.